# Vernio
Vernio – miejscowość i gmina we Włoszech, w regionie Toskania, w prowincji Prato.
Według danych na rok 2004 gminę zamieszkiwało 5526 osób, 87,7 os./km².

## Współpraca
Miejscowości partnerskie:
- Jettingen, Niemcy
- Marchin, Belgia
- Senones, Francja